# Обикновена газела
Обикновена газела (Gazella gazella) е вид бозайник от семейство Кухороги (Bovidae). Видът е световно застрашен, със статут Уязвим.

## Разпространение
Видът е разпространен в Йемен, Израел, Обединени арабски емирства, Оман и Саудитска Арабия. Внесен е в Иран.
Регионално е изчезнал в Египет и Сирия и вероятно е изчезнал в Йордания.